# لونگتانگ، هاینان
لونگتانگ، هاینان (به لاتین: Longtang) یک شهرک در جمهوری خلق چین است که در Qiongshan District واقع شده‌است.